# Witkaptangare
De witkaptangare  (Sericossypha albocristata) is een zangvogel uit de familie Thraupidae (tangaren).

## Kenmerken
De witkaptangare heeft een lengte van 24 cm en een gewicht van 114 g.

## Leefwijze
De vogels leven in dichte groepen van maximaal 20 exemplaren. Deze groepen vliegen en masse van boom naar boom en eten daar vruchten, zaden en insecten (Hymenoptera en Coleoptera).

## Verspreiding en leefgebied
Deze tangare komt voor in Colombia, Venezuela, Ecuador en Peru. Hij leeft in vochtige bossen in bergland op een hoogte tussen de 1600-3200 m boven de zeepspiegel.